# Ralph Nuzzo

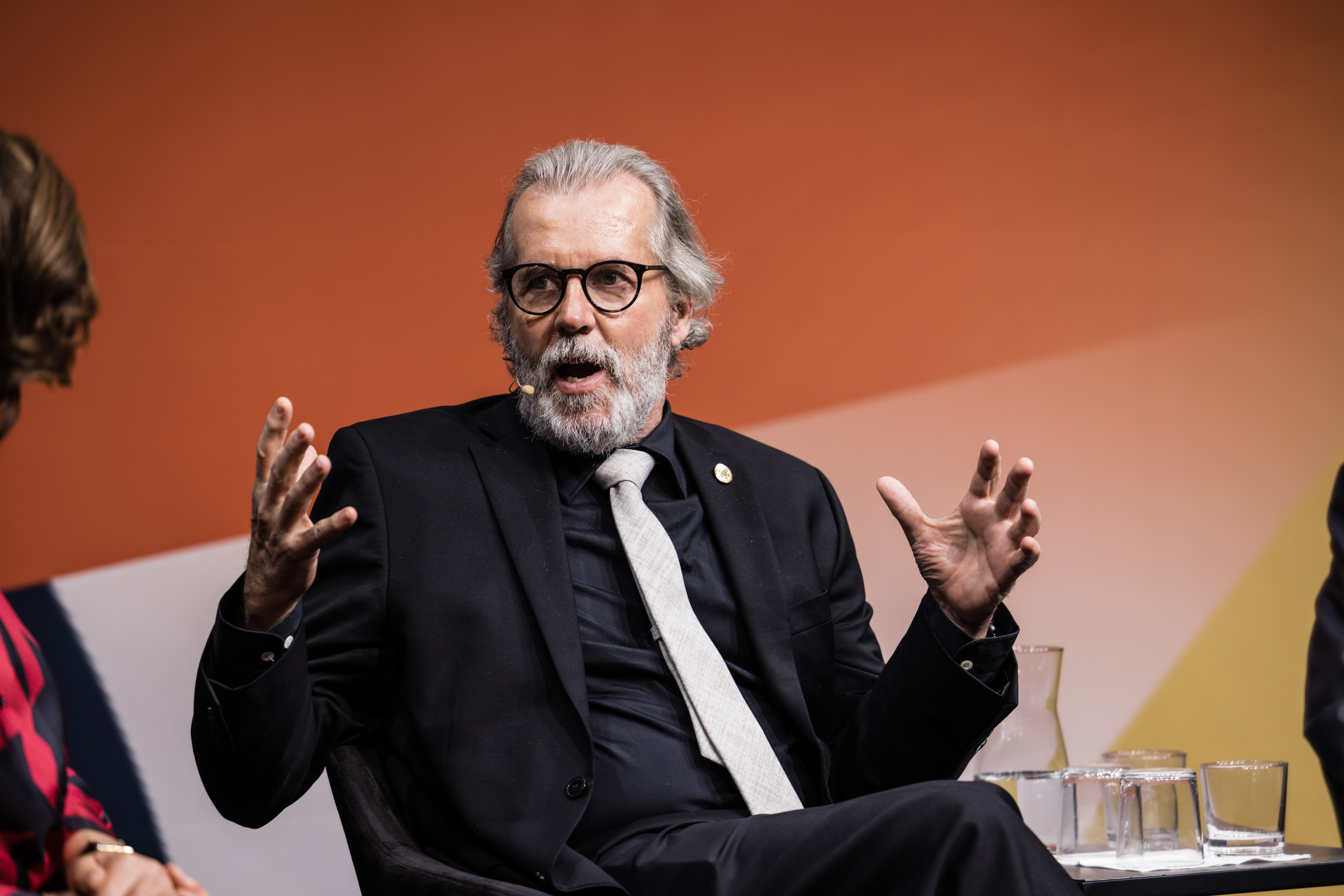
Ralph Nuzzo

Ralph George Nuzzo (* 23. Februar 1954 in Paterson, New Jersey) ist ein US-amerikanischer Chemiker. Er ist ein Pionier auf dem Gebiet des Selbst-Zusammenbaus von Ein-Atomschichten (Self-Assembling Monolayers, SAM).

## Leben
Nuzzo studierte an der Rutgers University (Bachelor 1976), wurde 1980 am Massachusetts Institute of Technology (MIT) in Organischer Chemie promoviert und war danach an den Bell Laboratories, wo er 1987 Distinguished Member of the Technical Staff wurde. 1991 wurde er Professor an der University of Illinois at Urbana-Champaign. Er ist dort G. L. Clark Professor für Chemie und Professor für Materialwissenschaft.
Sein Arbeitsgebiet gehört zur Nanotechnologie, besonders Grenzflächen-Systemchemie (Interfacial Systems Chemistry, IFCS), dem gezielten Entwurf und der Synthese von komplexen Molekülen, die auf Oberflächen und in Grenzflächen vorgegebene Aufgaben ausführen (funktionale Grenzflächen). Er verfolgt Anwendungen unter anderem bei Batterien und Brennstoffzellen, in der Photovoltaik und in neuen Leuchtdioden (LED) und OLEDs. Er entwickelte eine Methode, großflächig flexible elektronische Schaltungen auf beliebigen Oberflächen herzustellen.
2012 war er Humboldt-Professor an der Universität Heidelberg. Er ist seit 2005 Mitglied der American Academy of Arts and Sciences und seit 2021 der National Academy of Sciences. 2009 war er einer der Empfänger des George E. Smith Award der IEEE. Im Jahr 2022 wurde er mit dem Kavli-Preis für Nanotechnologie  ausgezeichnet.
Nuzzo ist Herausgeber der Zeitschrift Langmuir.
Er ist seit 1980 verheiratet und hat einen Sohn und eine Tochter.

## Schriften
- mit J. A. Rogers: Recent Progress in Soft Lithography. In: Materials Today. Band 8, 2005, S. 50–56.
- mit M. A. Meitl, Z.-T. Zhu, V. Kumar, K. J. Lee, X. Feng, Y. Y. Huang, I. Adesida, J. A. Rogers: Transfer Printing by Kinetic Control of Adhesion to an Elastomeric Stamp. In: Nature Materials. Band 5, 2006, S. 33–38.
- mit J.-H. Ahn, H.-S. Kim, K. J. Lee, S. Jeon, S. Kang, Y. Sun, J. A. Rogers: Heterogeneous Three-Dimensional Electronics by Use of Printed Semiconductor Nanomaterials. In: Science. Band 314, 2006, S. 1754–1757.
- mit J. C. Love, L. Estroff, J. Kriebel, George Whitesides: Self-Assembled Monolayers of Thiolates on Metals as a Form of Nanotechnology. In: Chemical Reviews. Band 105, 2005, S. 1103–1170.
- mit E. Menard, K. J. Lee, D.-Y. Khan, J. A. Rogers: A printable form of silicon for high performance thin film transistors on plastic substrates. In: Applied Physics Letters. Band 84, 2004, S. 5398.
- mit David Allara: Adsorption of bifunctional organic disulfides on gold surfaces. In: Journal of the American Chemical Society. Band 105, 1983, S. 4481–4483.
- mit David Allara: Spontaneously organized molecular assemblies. 1. Formation, dynamics, and physical properties of n-alkanoic acids adsorbed from solution on an oxidized aluminum surface. In: Langmuir. Band 1, 1985, S. 45–52.
- mit C. Bain, E. B. Troughton, Y. T. Tao, J. Evall, G. Whitesides: Formation of monolayer films by the spontaneous assembly of organic thiols from solution onto gold. In: Journal of the American Chemical Society. Band 111, 1989, S. 321–335.
- mit Lawrence Dubois, David Allara: Fundamental studies of microscopic wetting on organic surfaces. 1. Formation and structural characterization of a self-consistent series of polyfunctional organic monolayers. In: Journal of the American Chemical Society. Band 112, 1990, S. 558–569.
- mit P. E. Laibinis, G. Whitesides, D. Allara, Y. T. Tao, A. N. Parikh: Comparison of the structures and wetting properties of self-assembled monolayers of n-alkanethiols on the coinage metal surfaces, copper, silver, and gold. In: Journal of the American Chemical Society. Band 113, 1991, S. 7152–7167.